# Titan Mare Explorer
Titan Mare Explorer (TiME) sarebbe il progetto di un lander acquatico, facente parte della missione Titan Saturn System Mission che atterrerebbe su Titano, la maggiore luna di Saturno, e compirebbe la prima esplorazione di un mare extraterrestre, il Mare Kraken o il Mare Ligeia.
TiME sarebbe una missione interplanetaria di basso costo che misurerà in loco l'abbondanza e la natura dei composti organici presenti su Titano.
Nell'agosto del 2012 la NASA ha accantonato la missione preferendole il lander marziano InSight, ritenendo che quest'ultima missione avesse maggiori possibilità di raggiungere gli obiettivi dichiarati nei costi previsti. Pertanto il lancio non sarà più isolato come inizialmente previsto, ma dopo il 2020 nell'ambito della missione Titan Saturn System Mission, che attualmente è bloccata dalla NASA che sta considerando di cancellare l'intero progetto, a causa del suo costo elevatissimo, di circa 2,5 miliardi di dollari statunitensi per la costruzione, il lancio e le operazioni di missione.

## Retroterra scientifico
La scoperta, il 22 luglio 2006, di laghi e mari nell'emisfero settentrionale di Titano ha confermato l'ipotesi della presenza di idrocarburi liquidi sulla superficie del satellite. Inoltre, le precedenti osservazioni di tempeste nella regione antartica e le nuove osservazioni di tempeste nella regione equatoriale hanno fornito la prova che il metano genera processi attivi, di natura presumibilmente criovulcanica all'interno di Titano.
Si ritiene che il ciclo del metano sia analogo al ciclo idrologico terrestre, con piogge, nuvole, fiumi e laghi di metano. Il Principal Investigator della missione lander è Ellen Stofan, già membro del team di sviluppo del radar di Cassini. Il progetto della sonda è stato sviluppato da Lockheed Martin, Proxemy Research Inc., e dal Laboratorio di Fisica Applicata dell'Università Johns Hopkins.

## Target
Il lancio nell'ambito del programma Discovery sarebbe avvenuto con un razzo Atlas 411 nel 2016 e l'arrivo su Titano era previsto per il giugno 2022. Nel 2012, però, la data di lancio è slittata al 2022 nell'ambito della TSSM con un vettore Delta IV Heavy percorrendo una traiettoria che preveda manovre di fionda gravitazionale multiple (VEEGA) durante il viaggio oppure con uno Space Launch System, assieme agli altri componenti della missione, in modo diretto. Il sito d'atterraggio prescelto è il Ligeia Mare (78 ° N, 250 ° W). Si tratta di uno dei più grandi tra i laghi di Titano identificati fino ad oggi, con una superficie di circa 100,000 km². Il target backup è il Kraken Mare.

## Obiettivi scientifici
- Determinare la chimica dei mari allo scopo di comprendere il ciclo del metano su Titano, raccogliere campioni del liquido e valutare l'abbondanza dei gas nobili;
- Misurare la profondità del mare e dare una stima del volume totale degli idrocarburi presenti
- Investigare sui processi di rinnovo dei mari e sulle proprietà fisiche delle sostanze che li compongono e su come queste varino con la profondità
- Determinare i rapporti esistenti tra la meteorologia dei luoghi prossimi ai laghi ed il ciclo globale del metano su scale di tempo stagionali e più lunghe
- Analizzare la superficie e, se possibile, il litorale, per analizzare le proprietà fisiche del liquido e comprendere l'origine ed il comportamento del metano nel sottosuolo

## Possibile presenza di vita
L'opportunità di scoprire una forma di vita basata su una chimica diversa da  quella su cui è basata la vita sulla Terra ha portato alcuni ricercatori a considerare Titano come il mondo più importante per la ricerca di vita extraterrestre. Alcuni scienziati hanno ipotizzato che se la chimica degli idrocarburi su Titano ha varcato la soglia della materia inanimata a qualche forma di vita, si tratterebbe comunque di organismi profondamente diversi da quelli che siamo abituati a conoscere. Questo perché non c'è possibilità per la vita terrestre di aver origine e prosperare su Titano a causa della chimica fondamentalmente diversa della superficie del satellite. Inoltre, data la bassissima temperatura superficiale media di Titano, la quantità di energia disponibile per la costruzione di complesse strutture biochimiche è limitata.